# Exoncotis resona
Exoncotis resona är en fjärilsart som beskrevs av Edward Meyrick 1929. Exoncotis resona ingår i släktet Exoncotis och familjen Acrolophidae. Inga underarter finns listade i Catalogue of Life.